# 삼가초등학교 (경남)
삼가초등학교(三嘉初等學校)는 대한민국 경상남도 합천군 삼가면 소오리에 있는 공립 초등학교이다.

## 연혁
- 1906년 9월 20일 사립 기산학교 설립
- 1911년 6월 1일 삼가사립보통학교 개편
- 1912년 2월 26일 삼가공립보통학교(4년제) 개편
- 1938년 4월 1일 삼가공립심상소학교로 변경
- 1941년 4월 1일 삼가공립국민학교로 변경
- 1991년 2월 28일 외토국민학교 폐교, 통합
- 1994년 9월 1일 자양분교장 편입
- 1995년 2월 20일 봉성국민학교 폐교, 통합
- 1996년 3월 1일 삼가초등학교로 바뀜
- 1998년 9월 1일 자양분교장 폐교, 통합
- 2023년 2월 10일 제109회 졸업(총졸업생 11,797명)
- 2023년 9월 1일 제39대 강미경 교장 취임